# Falcondoïta
La falcondoïta és un mineral de la classe dels silicats, que pertany al grup de la sepiolita. Rep el nom per la companyia minera Falconbridge Dominicana (Falcondo), que es troba a les mines de la localitat tipus.

## Característiques
La falcondoïta és un silicat de fórmula química Ni₄Si₆O₁₅(OH)₂(H₂O)₂·4H₂O. Va ser aprovada com a espècie vàlida per l'Associació Mineralògica Internacional l'any 1976. Cristal·litza en el sistema ortoròmbic. La seva duresa a l'escala de Mohs es troba entre 2 i 3.
Segons la classificació de Nickel-Strunz, la falcondoïta pertany a «09.EE - Fil·losilicats amb xarxes tetraèdriques de 6-enllaços connectades per xarxes i bandes octaèdriques» juntament amb els següents minerals: bementita, brokenhillita, pirosmalita-(Fe), friedelita, pirosmalita-(Mn), mcgil·lita, nelenita, schal·lerita, palygorskita, tuperssuatsiaïta, yofortierita, windhoekita, loughlinita, sepiolita, kalifersita, gyrolita, orlymanita, tungusita, reyerita, truscottita, natrosilita, makatita, varennesita, raïta, intersilita, shafranovskita, zakharovita, zeofil·lita, minehil·lita, fedorita, martinita i lalondeïta.
L'exemplar que va servir per a determinar l'espècie, el que es coneix com a material tipus, es troba conservat al Museu Reial d'Ontario, a Ontario (Canadà).

## Formació i jaciments
Va ser descoberta a Loma Peguera, a la localitat de Bonao (Província de Monseñor Nouel, República Dominicana). També ha estat descrita a la mina Falcondo, a la província de La Vega, també a la República Dominicana, a la mina Lord Brassey (Tasmània, Austràlia), i a la mina Petea (Cèlebes Meridional, Indonèsia). Aquests indrets són els únics de tot el planeta on ha estat descrita aquesta espècie mineral.